# Monte Pelpi
Il monte Pelpi è un monte dell'Appennino Ligure situato in Emilia; è alto 1480 m s.l.m..

## Descrizione

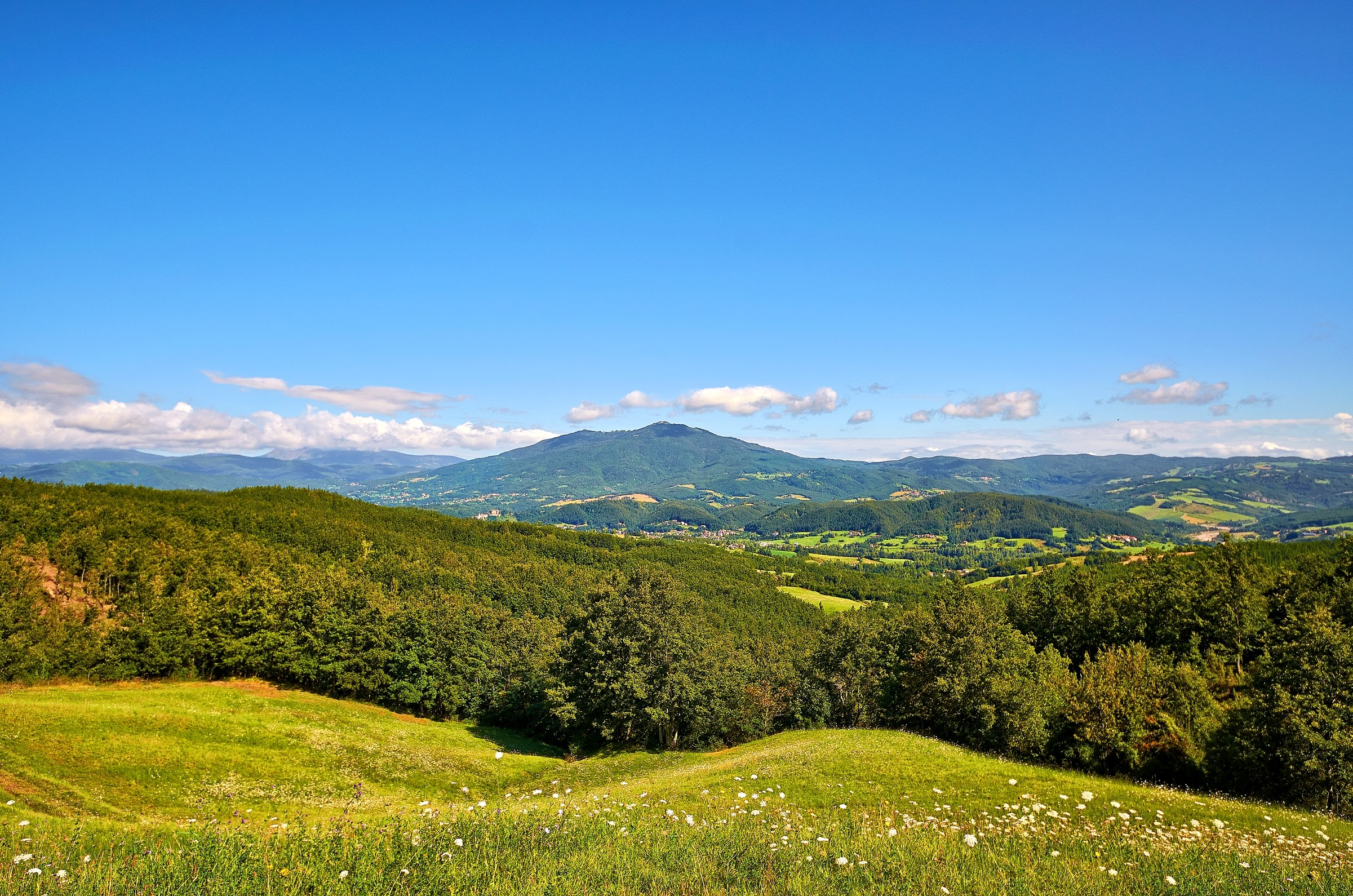
Vista da Spallavera (Albareto)

Il monte sovrasta la città di Bedonia a sud e quella di Bardi a nord e si erge tra le valli del Taro, della Toncina e del Ceno. La vegetazione sul monte è composta da diverse foreste di lecci, querce, noccioli, carpini e betulle ed include rare specie tra i fiori come arnica, orchidee, narcisi, genziane, dafne e anemoni. La foresta copre 1 km quadrato di terra e si dirada verso la cima dove è stata negli anni posta una croce in ferro. La tradizione vuole che la montagna protegga Bedonia e Compiano dai freddi venti del nord durante l'inverno. La vista dalla cima si affianca a quella del vicino Monte Penna ed offre uno straordinario panorama su entrambe le valli e sui picchi degli Appennini ligure e tosco-emiliano con Monte Penna appunto, Monte Tomarlo, Monte Maggiorasca, Monte Ragola. Nei giorni limpidi è possibile vedere il Mar Mediterraneo.
Sambuceto e Strela sono due piccoli villaggi collocati sulla montagna. L'intera area è divenuta tristemente famosa nel corso della Seconda guerra mondiale quando i nazisti compirono qui delle stragi a causa dell'intensa attività partigiana presente. Attorno al Monte Pelpi si trovano altri villaggi come Ca' Scapini, Farfanaro, Caprile, Costa Agucchia, Pian dell'Asse, Costa di Cereseto, Pareto di Credarola, Credarola, Granelli, Lago Lobbia, Pilati, Monti, Castagna, Ceio, Libbia, Masanti di Sotto, Masanti di Sopra, Cavignaga, Capella Carpana, Sambuceto, Belli Dugara (stazione idroelettrica).
Il Monte Pelpi è noto per le sue risorgive dall'acqua cristallina che ha qualità alcaline-solforose. Molti sono i ruscelli che scorrono dalla montagna e l'acqua minerale benefica viene tratta da impianti come quello di Masanti. Le qualità benefiche di queste acque sono citate già dal XIX secolo quando un viaggiatore, il capitano Antonio Boccia "raggiunse questi luoghi per curarsi di molte malattie con bagni." Il poeta milanese Francesco Piccinelli scrisse inoltre nella sua descrizione delle valli del Taro e del Ceno (1617) "bere quest'acqua, risana in tutte le condizioni la gola". Nel 2009 vi fu una disputa tra i comuni locali e la compagnia d'acqua minerale Lynx/Norda Archiviato il 29 settembre 2012 in Internet Archive. circa lo sfruttamento intensivo dell'acqua sorgiva dal monte in rapporto con la mancanza d'acqua presso il comune di Masanti. Ogni anno, a metà agosto, è organizzata una salita al Monte Pelpi come parte della "Festa di San Gioacchino" nel villaggio rurale di Cavignaga.
Fra il Settecento e l'inizio del Novecento dai paesi alle pendici di questo monte si è sviluppato il fenomeno degli ammaestratori ambulanti chiamati orsanti o "Pelpini".

## La croce
Sulla sommità del monte si trova una grande croce in ferro dell'altezza di 22 metri eretta il 16 ottobre 1955. Essa andò a rimpiazzare una croce in legno costruita nel medesimo luogo all'inizio del XX secolo. La nuova croce venne eretta su iniziativa di monsignor Renato Costa e degli ex alunni del seminario di Bedonia. Costa, alla ricerca dei finanziamenti necessari, nel 1953 pensò di rivolgersi alla famiglia Falck di Sesto San Giovanni (Milano), proprietaria delle omonime acciaierie. La famiglia accolse con gioia il progetto e realizzò il calco in lattice in onore del fondatore della compagnia, il senatore Enrico Falck, da poco scomparso. Attualmente la croce è una delle più alte poste su una montagna coi suoi 22 metri di altezza e le sue 4,4 tonnellate di peso. In occasione del cinquantesimo anniversario dell'erezione della croce, la targa sul basamento è stata sostituita con una copia dell'originale che commemora appunto l'occasione della costruzione del monumento ed i suoi benefattori:
LE GRANDI BRACCIA DELLA NUOVA CROCE MONUMENTALE DEL PELPI SI ESTENDANO A UNIRE TUTTI GLI UOMINI IN CRISTO. 
BEDONIA 15. VII 1956»